# Robert Murić
Robert Murić, né le 12 mars 1996 à Varaždin en Croatie, est un footballeur croate qui évolue au poste d'ailier droit au NK Slaven Belupo.

## Biographie

### Débuts professionnels
Robert Murić est notamment formé au Dinamo Zagreb, l'un des plus importants clubs de Croatie. En janvier 2014, le club anglais de Manchester United s'intéresse au joueur. Il s'engage finalement avec l'Ajax Amsterdam le 18 juin 2014, pour un contrat débutant le 1er juillet 2014 et se terminant le 30 juin 2018. Il évolue surtout avec l'équipe réserve du club, le Jong Ajax, et réalise sa première apparition avec l'équipe première le 21 février 2016, en entrant en jeu à la place d'Anwar El-Ghazi lors d'une victoire de l'Ajax contre l'Excelsior Rotterdam, en Eredivisie. Son équipe s'impose par trois buts à zéro ce jour-là, et Murić délivre une passe décisive à Davy Klaassen sur le dernier but des siens.
Le 20 août 2016, Robert Murić est prêté pour la saison 2016-2017 au Delfino Pescara,.

### HNK Rijeka
Le 4 février 2019, Robert Murić effectue son retour en Croatie, en rejoignant librement le HNK Rijeka. Il joue son premier match sous ses nouvelles couleurs le 10 février suivant contre le NK Inter Zaprešić, en championnat. Il entre en jeu à la place de Tibor Halilović et son équipe s'impose par trois buts à zéro. Le 1er mars 2019, Robert Murić inscrit son premier but pour le HNK Rijeka, lors d'une rencontre de championnat remportée par son équipe face au NK Istra 1961 (2-0). Cette année-là son équipe atteint la finale de la coupe de Croatie face au Dinamo Zagreb, qui a lieu le 22 mai 2019. Le HNK Rijeka remporte le match sur le score de trois buts à un. Murić reste sur le banc des remplaçants.
Le 4 décembre 2021, Robert Murić se fait remarquer lors d'une rencontre de championnat face au Hrvatski Dragovoljac en réalisant le premier triplé de sa carrière. Il contribue ainsi grandement à la victoire de son équipe par quatre buts à un,.

### Konyaspor
Le 6 juin 2022 est annoncé le transfert de Robert Murić à Konyaspor. Il signe un contrat de trois ans prenant effet au 1er juillet 2022,.
Murić joue son premier match pour Konyaspor le 21 juillet 2022, lors d'une rencontre qualificative pour la Ligue Europa Conférence 2022-2023 face au FK BATE Borisov. Il entre en jeu à la place de Zymer Bytyqi (en) et participe à la victoire de son équipe en inscrivant son premier but sous ses nouvelles couleurs (0-3 score final).

### NK Slaven Belupo
Le 15 février 2024, Robert Murić fait son retour en Croatie en rejoignant le NK Slaven Belupo. Il signe un contrat courant jusqu'en juin 2025.

### En sélection nationale
Avec les moins de 17 ans, il participe au championnat d'Europe des moins de 17 ans en 2013. Lors de cette compétition organisée en Slovaquie, il joue trois matchs. Il s'illustre lors du dernier match de poule, en délivrant une passe décisive face à l'Ukraine. Avec un bilan d'une victoire et deux nuls, la Croatie ne parvient pas à dépasser le premier tour du tournoi.
Quelques mois plus tard, il dispute la Coupe du monde des moins de 17 ans qui se déroule aux Émirats arabes unis. Lors du mondial junior, il joue de nouveau trois matchs. Il se met en évidence en inscrivant un but lors du premier match contre le Maroc. Avec un bilan d'une victoire et deux défaites, la Croatie ne dépasse pas le premier tour du mondial.
Robert Murić reçoit sa première sélection avec l'équipe de Croatie espoirs le 23 mars 2017, face à la Slovénie, en match amical. Il entre en jeu en cours de partie ce jour-là et se fait remarquer en inscrivant un but, participant à la victoire de son équipe qui s'impose par trois buts à zéro.

## Palmarès
HNK Rijeka
- Vainqueur de la Coupe de Croatie en 2019.